# Afrique Victime
Afrique Victime (с англ. — «Африканская жертва») — студийный альбом — студийный альбом туарегского рок-музыканта Mdou Moctar. Он был выпущен 21 мая 2021 года как первый альбом исполнителя на лейбле Matador Records. Альбом почти полностью исполнен на берберском языке тамашек, хотя некоторые части написаны на французском. Тексты песен посвящены сексизму, военным преступлениям и колониализму. Альбом содержит акустическую рок-музыку с некоторыми намёками на местный пустынный блюз.
Моктар и его группа работали над альбомом, пока он был в туре для своего альбома 2019 года Ilana: The Creator, записываясь в нескольких студиях и других местах. В 2022 году группа отправилась в турне для продвижения его релиза. Для дальнейшего продвижения альбома группа выпустила сопутствующий документальный фильм о создании альбома, в котором рассказывается о трудностях, с которыми столкнулись участники группы, живущие на двух континентах — в Африке и США.
Альбом получил положительные отзывы от международных изданий, некоторые из которых назвали его одним из лучших альбомов 2021 года. По мнению журнала Spin, этот альбом стал началом популярности Mdou Moctar. Альбом также получил международное признание: многие музыкальные издания включили его в списки лучших альбомов конца года.

## Релиз
Альбом вышел 21 мая 2021 года на американском независимом лейбле Matador Records.

## Отзывы
| Совокупная оценка    | Совокупная оценка |
| Источник             | Оценка            |
| -------------------- | ----------------- |
| Metacritic           | 86/100            |
| Оценки критиков      |                   |
| Источник             | Оценка            |
| AllMusic             | [ 6 ]             |
| Exclaim!             | 9/10              |
| The Guardian         | [ 8 ]             |
| The Line of Best Fit | 8/10              |
| MusicOMH             | [ 10 ]            |
| Paste                | 9.0/10            |
| Pitchfork            | 8.4/10            |
| Rolling Stone        | [ 12 ]            |
| Uncut                | [ 13 ]            |
| Under the Radar      | [ 14 ]            |

Альбом получил положительные отзывы критиков. Согласно агрегатору рецензий Metacritic, альбом Afrique Victime получил «всеобщее признание» на основе средневзвешенной оценки 86 из 100 из 17 оценок критиков.
Веб-сайт OkayAfrica заявил, что «от хаотичного и яростного крещендо заглавного трека до пронзительных голосов, которые доносятся до вас в Tala Tannam, на этой пластинке есть моменты, которые соответствуют самым вызывающим изгибам Джими Хендрикса». Британский журнал Our Culture Mag назвал альбом «ощутимым чувством неотложности и живости музыки Мду Моктара, которая не только говорит о духе людей, стоящих за ней, но и резонирует далеко за ее пределами». AllMusic назвал альбом «самым убедительным примером многогранных талантов Моктара на сегодняшний день». Guitar World назвал песни «стремительными».
Afrique Victime стал 31-м лучшим альбомом 2021 года на Metacritic, популярном агрегаторе рецензий. Он был выбран альбомом месяца британским музыкальным журналом DJ Mag. Несколько критиков включили его в списки лучших альбомов конца года, включая The New York Times, Pitchfork, The Guardian, Rolling Stone и Consequence.

## Политический контекст
В альбоме затрагиваются политические вопросы, включая военные преступления и сексизм. Моктар рассказывает о политическом насилии в его родной стране, Нигере, а также о проблемах и убийствах, вызванных бандами мотоциклистов. В заглавной песне «Afrique Victime» Моктар намекает на историю Африки и ее колониализм. Моктар заявил: «Afrique Victime — это послание всем странам с деньгами и властью, которые приходят в Африку и убивают лидеров, пытающихся расширить возможности людей и возглавить революции. Это толкает регион в опасность и нестабильность, подбадривает террористов, а люди страдают и не имеют справедливости». В альбоме говорится об эксплуатации Африки, в том числе о грабеже нигерийских шахт, и французском империализме. В интервью Dazed, журналу о стиле жизни, он сказал: «США теперь могут убивать людей с неба, но пилоты не могут уничтожить 4 000 террористов, живущих в нашей пустыне? Как влияние 52 стран не может решить этот вопрос? Как!». Он говорит о скудной пище и электричестве в своем родном городе в Нигере.

## Список композиций
Слова и музыка всех песен — Mdou Moctar..
| №                   | Название            | Длительность |
| ------------------- | ------------------- | ------------ |
| 1.                  | «Chismiten»         | 4:58         |
| 2.                  | «Taliat»            | 3:48         |
| 3.                  | «Ya Habibti»        | 3:31         |
| 4.                  | «Tala Tannam»       | 5:38         |
| 5.                  | «Untitled»          | 1:25         |
| 6.                  | «Asdikte Akal»      | 4:31         |
| 7.                  | «Layla»             | 4:26         |
| 8.                  | «Afrique Victime»   | 7:25         |
| 9.                  | «Bismilahi Atagah»  | 5:36         |
| Общая длительность: | Общая длительность: | 41:23        |

| №  | Название                   | Длительность |
| -- | -------------------------- | ------------ |
| 1. | «Chismiten (Demo)»         | 4:23         |
| 2. | «Taliat (Live)»            | 5:48         |
| 3. | «Ya Habibti (Demo)»        | 1:44         |
| 4. | «Tala Tannam (Demo)»       | 1:16         |
| 5. | «Asdikte Akal (Live)»      | 3:15         |
| 6. | «Layla (Live)»             | 4:14         |
| 7. | «Afrique Victime (Live)»   | 4:33         |
| 8. | «Bishmilahi Atagah (Demo)» | 4:51         |
| 9. | «Nakanegh Dich»            | 4:38         |

## Чарты
| Чарт (2021)                                        | Высшая позиция |
| -------------------------------------------------- | -------------- |
| Бельгия/Фландрия (Ultratop)                        | 180            |
| Нидерланды (Album Top 100)                         | 92             |
| Шотландия (Scottish Albums Chart)                  | 31             |
| Великобритания UK Album Sales (OCC)                | 36             |
| Великобритания (UK Digital Albums Chart)           | 57             |
| Великобритания UK Physical Albums (OCC)            | 36             |
| Великобритания UK Vinyl Albums (OCC)               | 22             |
| Великобритания UK Record Store (OCC)               | 14             |
| Великобритания (UK Independent Albums Chart)       | 16             |
| Великобритания UK Independent Album Breakers (OCC) | 2              |